# 拉賓斯克區

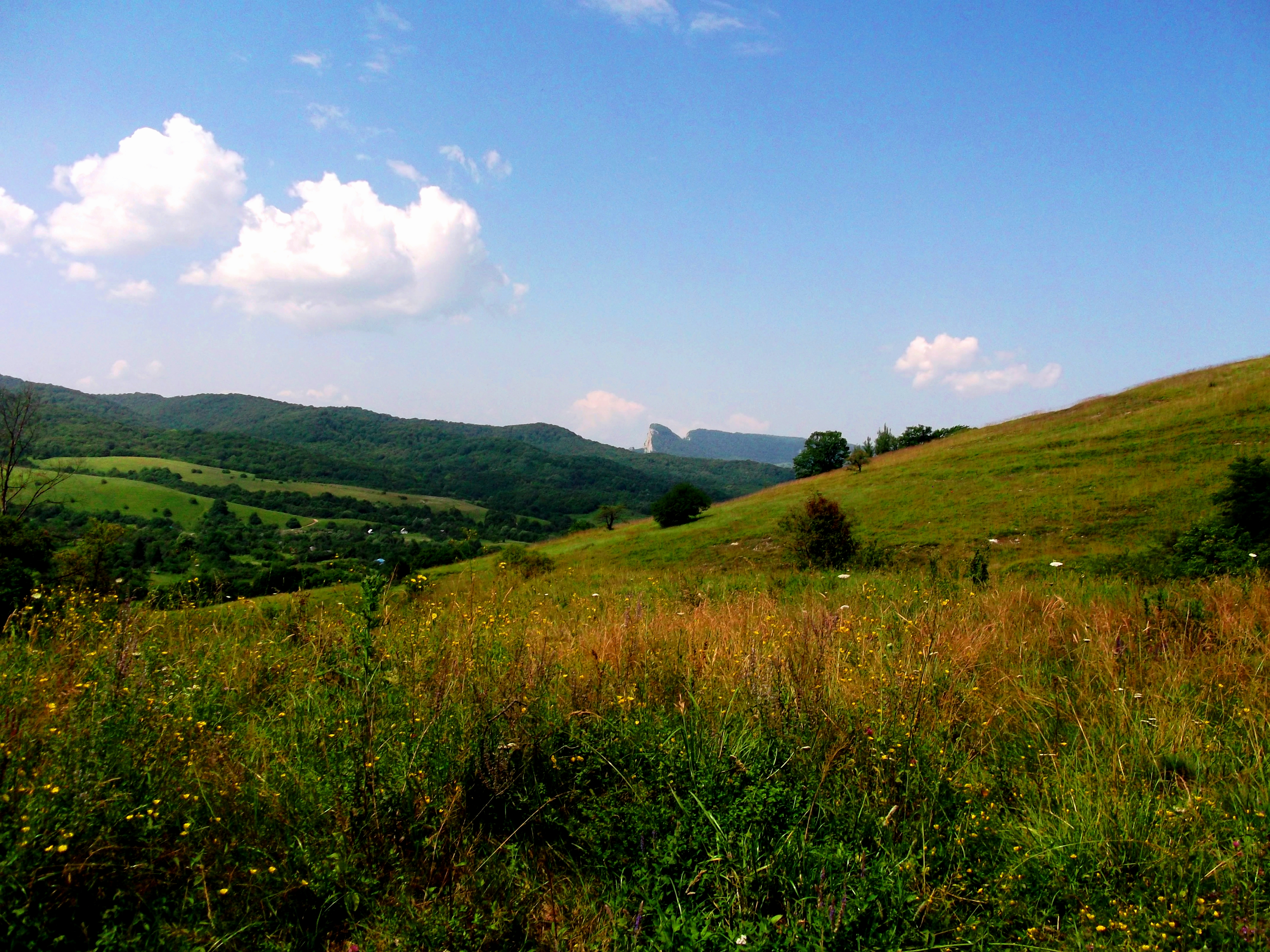

44°38′23″N 40°43′41″E / 44.63972°N 40.72806°E
拉賓斯克區（俄语：Лабинский район），是俄羅斯的一個區，位於該國西南部，由克拉斯諾達爾邊疆區負責管轄，面積1,843平方公里，2010年人口37,443，人口密度每平方公里20.32人。